# Tauschia arguta
Tauschia arguta är en flockblommig växtart som först beskrevs av John Torrey och Asa Gray, och fick sitt nu gällande namn av James Francis Macbride. Tauschia arguta ingår i släktet Tauschia och familjen flockblommiga växter. Inga underarter finns listade i Catalogue of Life.